# Jacqueline Assaël
Jacqueline Assaël, née le 7 août 1957 à Marseille, est une helléniste française, professeure de langue et littérature grecques à l'université Nice Sophia Antipolis depuis 2004, essayiste et poète.
Elle est spécialiste de l'œuvre du poète tragique grec Euripide et elle a aussi publié des ouvrages de réflexion sur le phénomène de l'inspiration poétique dans l'Antiquité. En tant que philologue, elle a également accompli des travaux d'exégèse néo-testamentaire. 

## Biographie
Jacqueline Assaël a fait des études de lettres classiques à l'université de Provence où elle a obtenu un doctorat d'État en 1987. Lauréate du concours d'agrégation en 1980, elle a enseigné à partir de cette date dans des lycées, à Marseille, puis à Liévin. En 1983 elle a été nommée assistante de grec à l'université de Perpignan, puis maître de conférences à l'université de Nice en 1990. Elle y a été promue professeur en 2004.
Elle a commencé à publier de la poésie et des essais à partir de 1999, dans des revues (Souffles, Encres vives, ARPA, Autre Sud, La main millénaire, Recours au poème, Nunc, Les Cahiers du Sens) et chez diverses maisons d'édition (La Porte, Clapàs, Corlevour, etc). Patrick Cabanel remarque que ses « titres révèlent que cette poésie mêle comme aurait pu le dire Barthes, au moins trois méditerranées : grecque, judéo-chrétienne, et 'cévenole' au sens large ». Pour sa part, Eze Baoulé parle du « silence du verbe à peine murmuré » à propos de son recueil Les orpailleurs de Dieu.
Elle est membre du comité scientifique de la revue Loxias et responsable de la rubrique littéraire de la revue Foi et Vie.
En 2018, elle fonde à Marseille, Jas sauvages, une maison d'édition de poésies et d'essais.

## Ouvrages publiés

### Ouvrages universitaires
- Intellectualité et théâtralité dans l’œuvre d’Euripide, Publ. de la Fac. des Lettres de Nice, 1993.
- Jacqueline Assaël (éd.), L’antique notion d’inspiration, revue Noesis, 4, 2000, Nice.
- Euripide, philosophe et poète tragique, Peeters, Namur, 2001. Prix Zappas 2002.  (ISBN 978-9042910621)
- Jacqueline Assaël (éd.), Labyrinthes et métamorphoses, Actes de la table ronde « Œdipe, Sisyphe, Ovide aujourd’hui », Nice, Faculté des Lettres, 31 mars 2005, in Résurgence des mythes, N° spécial 212 de la revue Souffles, Montpellier, décembre 2005.
- Pour une poétique de l’inspiration, d’Homère à Euripide, Peeters, Namur, 2006.
- L’épître de Jacques, Labor et Fides, Genève, 2013 (en collaboration avec Élian Cuvillier).
- « Au miroir de la Parole ». Lecture de l’épître de Jacques, (Cahiers Évangile 167), Paris, Éditions du Cerf, 2014 (en collaboration avec Élian Cuvillier).
- Euripide. Alceste, dans les Silves grecques 2015-2016, Neuilly, Éditions Atlande, 2015.
- Jacqueline Assaël (éd.), Euripide et l'imagination aérienne, 2015, Paris, L'Harmattan, coll. Thyrse, 6.
- Jacqueline Assaël (éd., en collaboration avec Andreas Markantonatos), "Orphism and Greek Tragedy", Trends in Classics, Berlin, De Gruyter, 2016, 8/2.

### Poésie
- De l’âpreté des drailles, Colomiers, Encres vives, 2000.
- Voilier - Sirène, Encres Vives, Colomiers, 2001.
- Place de l’Horloge et contrepoint, Encres Vives, Colomiers, 2001.
- Dionysiaques, Encres Vives, Colomiers, 2002.
- Circé des amours libertaires, Encres Vives, Colomiers, 2002.
- Le faune du vieil étang ermite, La Porte, Laon, 2002.
- Janus et la méduse, La licorne, Bourg-de-Thizy, 2004.
- Catalyse, Souffles, Montpellier, 2008.
- Gospel pour un peintre, Clapàs, Millau, 2009.
- Les orpailleurs de Dieu, Clapàs, Millau, 2012.
- Dialogue des gentianes, L'Harmattan, Paris, 2015.

### Essais
- Petit traité de fol Espoir, Olivétan, Lyon, 2009.
- Le mémorial des limules. Essai sur la poésie de Frédéric Jacques Temple. Suivi d’un Dialogue entre Jacqueline Assaël et Frédéric Jacques Temple, Clichy, Corlevour, 2012.
- Connaître, « naître ensemble », Tu, mio. Les particularités de Tu, mio comme roman d’apprentissage, Étude sur Erri De Luca, Nunc 28, 2012.
- « Les paradoxes de Iossif Ventura, poète crétois », Recours au poème, 2013.
- « Et il dit ». Étude sur Erri De Luca, Recours au poème, 2013.
- « Frédéric Jacques Temple : la poésie des sept points cardinaux », direction du dossier Frédéric Jacques Temple, Nunc 30, 2013.
- La spiritualité du Nouveau Testament : lecture de l'Épître aux Éphésiens, Éditions Jas sauvages, 2018.

### Émission de télévision. Enregistrement DVD
- Le temps de le dire. Jacqueline Assaël, France Télévisions, France 2, Couleur 30 min. Format 16:9. Stereo. 13/03/11.

## Distinctions
- Prix Zappas (2002)[4]